# Thora Daugaard

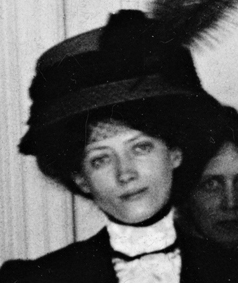
Thora Daugaard (1899)

Theodora (Thora) Frederikke Marie Daugaard (* 22. Oktober 1874 in Store Arden bei Hobro; † 28. Juni 1951 in Holstebro) war eine dänische Frauenrechtsaktivistin, Pazifistin, Übersetzerin und Herausgeberin. 1915 nahm sie zusammen mit Clara Tybjerg an der Internationalen Frauenkonferenz in Den Haag teil. Danach gründete sie die Danske Kvinders Fredskæde [dt.: Dänische Frauenfriedenskette], die später zum dänischen Zweig der Internationale Frauenliga für Frieden und Freiheit wurde, und leitete sie später. Während des Zweiten Weltkriegs organisierte sie Hilfe für Juden und ihre Kinder im von den Nazis besetzten Dänemark.

## Biographie

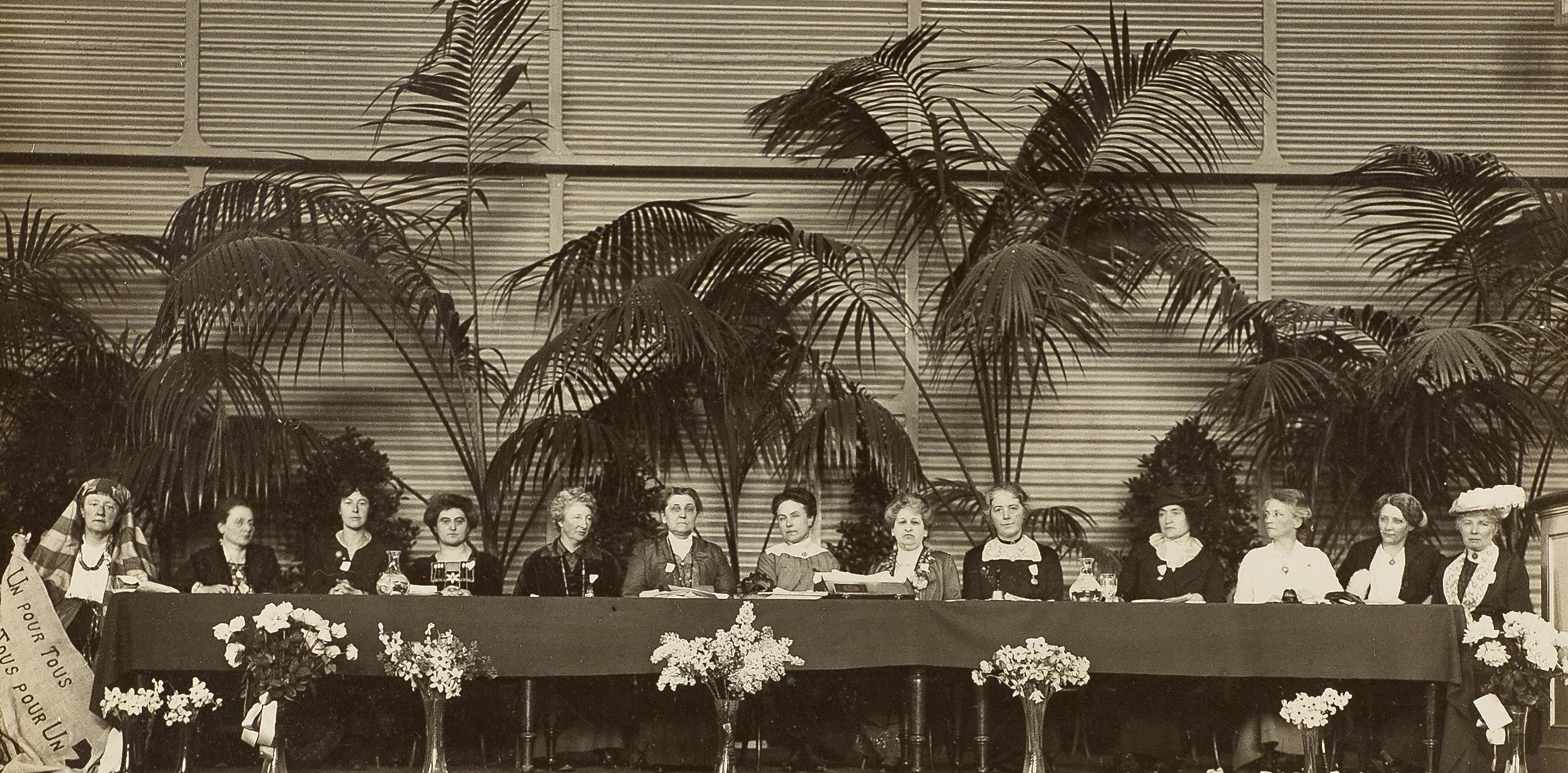
Internationaler Frauenkongress 1915: von links nach rechts: 1. Lucy Thoumaian – Armenien, 2. Leopoldine Kulka, 3. Laura Hughes – Kanada, 4. Rosika Schwimmer – Ungarn, 5. Anita Augspurg – Deutschland, 6. Jane Addams – USA, 7. Eugénie Hamer, 8. Aletta Jacobs – Niederlande, 9. Chrystal Macmillan – Großbritannien, 10. Rosa Genoni – Italien, 11. Anna Kleman – Schweden, 12. Thora Daugaard – Dänemark, 13. Louise Keilhau – Norwegen

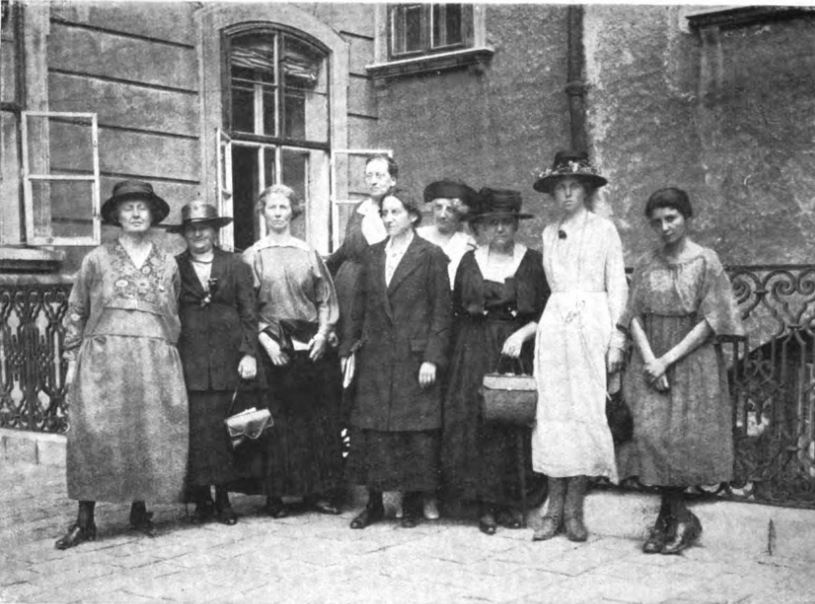
WILPF-Exekutiv-Komitee 1921: Von links nach rechts, vorne: Cornelia Ramondt-Hirschmann, Gabrielle Duchêne, Lida Gustava Heymann, Yella Hertzka, Jane Addams, Catherine Marshall, Gertrud Baer; hinten: Emily Greene Balch und Thora Daugaard.

Thora Daugaard wurde 1874 in Store Arden bei Hobro in Jütland als Tochter des Hotelangestellten Peder Johannes Jensen (1841–1903) und Petrine Daugaard (1848–1925) geboren. Nach einer Ausbildung als Übersetzerin wurde sie 1903 bei der Dansk Kvindesamfund [dt.: dänischen Frauengesellschaft] als Redaktionssekretärin für ihre Zeitschrift Kvinden og Samfundet und Leiterin des neuen Büros eingestellt. Gemeinsam mit Esther Carstensen, Gyrithe Lemche und Astrid Stampe Feddersen trat sie dem Wahlkomitee der Organisation bei und war bis 1915, als die dänischen Frauen das Wahlrecht erhielten, internationale Sekretärin der Organisation.
In der Folge widmete sie sich vor allem dem Engagement für den Frieden, sie nahm 1915 an der Internationalen Frauenkonferenz in Den Haag teil, wo sie verkündete: „Wir wollen keinen Krieg mehr. Wir wollen nicht mehr erklärt bekommen, dass wir Frauen durch den Krieg geschützt werden. Nein, wir werden vom Krieg vergewaltigt!“ 1916 gründete sie die Dänische Frauenfriedenskette. Unter ihrer Präsidentschaft von 1920 bis 1941 wuchs die Organisation auf 15.000 Mitglieder an.
Aufgrund ihrer Erfahrungen im Ausland initiierte sie 1918 den Bau eines Heims für alleinstehende Frauen mit fast 150 Wohnungen, einem Restaurant und einer Wäscherei. Als es 1920 als Clara Raphaels Hus im Kopenhagener Stadtteil Østerbro fertiggestellt wurde, zog auch Daugaard selbst dort ein. Im folgenden Jahr wurde sie Redakteurin der neuen Wochenzeitschrift Tidens Kvinder, die bis 1923 vom Danske Kvinders Nationalråd herausgegeben wurde. Sie redigierte auch die von der Kvindernes Internationale Liga for Fred og Frihed, der umbenannten Frauenfriedenskette, herausgegebene Zeitschrift. Von 1930 bis 1932 war sie Herausgeberin von Vore Damer, das ein ähnliches Profil wie Tidens Kvinder hatte.
Auf Einladung von Jane Addams, der Präsidentin der Women’s International League for Peace and Freedom, unternahm sie von 1927 bis 1929 eine Vortragsreise durch die USA. 1934 vertrat Daugaard die WILPF beim Völkerbund. Von 1938 bis 1946 war sie Schatzmeisterin der  internationalen Liga.
Von 1938 bis 1939 setzte sie sich gemeinsam mit Mélanie Oppenheim und Kirsten Gloerfelt-Tarp für die Rettung jüdischer Kinder aus Deutschland ein und erreichte, dass 320 Kinder nach Dänemark geschickt wurden. Während der Nazi-Besetzung Dänemarks wurden die meisten dieser Kinder nach Schweden geschickt. Ihr Engagement für die Juden zwang sie 1943, selbst nach Schweden zu fliehen.
Thora Daugaard starb am 28. Juni 1951 in Holstebro.